# An Adventure in Space and Time
An Adventure in Space and Time – brytyjski dramat historyczny, którzy przedstawia historię powstania i pierwszych lat produkcji serialu science-fiction Doktor Who. Film powstał z okazji obchodów 50. rocznicy powstania tegoż serialu. Został napisany przez scenarzystę Marka Gatissa, pracującego m.in. przy serialach Doktor Who oraz Sherlock. Powstawanie filmu zostało ogłoszone przez BBC 9 sierpnia 2012 roku, a sam dokument miał swoją premierę 21 listopada 2013 roku na BBC Two w Wielkiej Brytanii.

## Fabuła
W 1966 roku, William Hartnell siedzi w swojej garderobie w BBC. Ubliża garderobianemu, który prosi go o udanie się na plan zdjęciowy, gdzie nieobecność aktora została zauważona. Hartnell udaje się na plan zdjęciowy w kostiumie i staje naprzeciwko konsoli TARDIS, gotowy by nakręcić swoją ostatnią scenę w serialu.
Trzy lata wcześniej, Sydney Newman zostaje poproszony o stworzenie programu, który wypełniłby lukę pomiędzy programem sportowym Grandstand a panelem muzycznym Juke Box Jury. Ma pomysł na serial science fiction, którym głównym bohaterem byłby jakiś doktor, jednakże nie wie doktor czego konkretnie. Gdy dzieli się swoim pomysłem z Verity Lambert i proponuje jej dołączenie do projektu, ta jest niezdecydowana czy uczestniczyć w przedsięwzięciu. Zmienia jednak zdanie, gdy Newman proponuje jej stanowisko producenta serialu, a nie swojej asystentki. Lambert oraz reżyser serialu, Waris Hussein, spotykają się z Williamem Hartnellem i oferują mu główną rolę, którą, pomimo pewnych obaw, przyjmuje.
Podczas próby, Hartnell jest nieusatysfakcjonowany z powodu braku planu zdjęciowego dla wnętrza TARDIS. Newman komplementuje grę aktorską Hartnella, ocalając producentkę przed kłopotliwą konwersacją z aktorem, jednak ma on obawy co do radzenia sobie Lambert w nowej roli. Sytuacja ta powoduje, że Lambert staje się nieco bardziej asertywna i nakazuje scenografowi zaprojektować wnętrze TARDIS. Nagranie pilota serialu jest najeżone trudnościami; Newmanowi nie podoba się produkt końcowy i nakazuje ponowne wykonanie zdjęć do odcinka. Z kolejnej próby jest już zadowolony i ustanawia datę transmisji.
Po emisji pierwszego odcinka Lambert i Hussein są zdenerwowani, jako że został wyemitowany dzień po zamachu na Johna F. Kennedy’ego, co spowodowało zmniejszenie ilości potencjalnych widzów serialu. Newman wzywa Lambert do siebie i mówi, że kierownik BBC1 Donald Baverstock poprosił o anulowanie produkcji serialu. Lambert jednak wyraża wiarę w serię i prosi go o powtórzenie emisji pierwszego odcinka przed emisją kolejnego. Przed rozpoczęciem zdjęć do kolejnej historii, zatytułowanej The Daleks, Newman wyraża obawę co do trafności pomysłu scenarzysty, jednakże Lambert ostatecznie go przekonuje. Po transmisji tej historii, Lambert zdaje sobie sprawę z popularności serialu – spotyka dzieci naśladujące okrzyk bojowy Daleków – Exterminować!. Newman jest zadowolony z wyników oglądalności serialu i mówi Lambert, że dalsza produkcja serialu jest pewna.
Jako że większość pierwotnej obsady i ekipy produkcyjnej (włączając w to Husseina i Lambert) powoli odchodzą, by zająć się innymi projektami, a zdrowie Hartnella coraz bardziej się pogarsza, Hartnell spotyka się z Newmanem, by prosić o zmniejszenie wkładu swej postaci w serial. Okazuje się jednak że decyzja o zastąpieniu Hartnella już została podjęta. Aktor polubił rolę Doktora i przywiązał się do niej, i niechętnie ale akceptuje sytuację. Informuje o tym później swoją żonę, Heather, przyznając, że nie chce opuszczać roli.
Hartnell dzieli krótką scenę ze swoim następcą, Patrickiem Troughtonem. W momencie gdy mają zacząć nagrywać, Hartnell spogląda poza konsolę i widzi Matta Smitha, który będzie odgrywał tę samą rolę prawie 50 lat później.

## Obsada[3]
Część obsady zatrudnionej przy powstawaniu tego filmu wystąpiła na przestrzeni lat w serialu Doktor Who. Takimi przykładami są: David Bradley, który pojawił się w odcinku siódmego sezonu w 2012 roku pt. Dinozaury w statku kosmicznym; Jessica Raine pojawia się w odcinku Kryjówka w 2013 roku, oboje u boku Matta Smitha w roli Doktora; Jeff Rawle wystąpił w odcinku Frontios w sezonie 21 u boku Petera Davisona; Mark Eden pojawił się w tytułowej roli w historii Marco Polo u boku Williama Hartnella; Nicholas Briggs podkładał głos Dalekom od początku reaktywowania serialu Doktor Who w 2005 roku, a Brian Cox podkładał głos jednemu z Oodów w odcinku Do końca wszechświata. Ponadto, Jean Marsh oraz Anneke Wills, które obie grały role towarzyszek pierwszego Doktora pojawiają się gościnnie w scenie przyjęcia pożegnalnego Verity Lambert. Gościnnie występują również Carole Ann Ford oraz William Russell.

### aktorzy serialuDoktor Who
- David Bradley jako William Hartnell, odtwórca roli pierwszego Doktora
- Jamie Glover jako William Russell, odtwórca roli Iana Chestertona
- Jemma Powell jako Jacqueline Hill, odtwórczyni roli Barbary Wright
- Claudia Grant jako Carole Ann Ford, odtwórczyni roli Susan Foreman
- Anna-Lisa Drew jako Maureen O’Brien[4], odtwórczyni roli Vicki
- Reece Shearsmith jako Patrick Troughton, odtwórca roli drugiego Doktora
- Sophie Holt jako Jackie Lane[5] odtwórczyni roli Dodo Chaplet
- Nicholas Briggs jako Peter Hawkins, który użyczał jako pierwszy głosu Dalekom i Cybermanom.

### personel BBC
- Brian Cox jako Sydney Newman, twórca serialu
- Jessica Raine jako Verity Lambert, pierwsza producentka serialu
- Sacha Dhawan jako Waris Hussein, pierwszy reżyser serialu
- Sarah Winter jako Delia Derbyshire, twórczyni nagrania czołówki serialu, skomponowanej przez Ron Grainera
- Jeff Rawle jako Mervyn Pinfield, współproducent
- Andrew Woodall jako Rex Tucker, reżyser
- Ian Hallard jako Richard Martin, reżyser
- David Annen jako Peter Brachacki, pierwszy scenograf serialu
- Sam Hoare jako Douglas Camfield, reżyser
- Mark Eden jako Donald Baverstock, kierownik BBC1

### pozostali
- Lesley Manville jako Heather Hartnell, żona Williama Hartnella
- Cara Jenkins jako Judith „Jessica” Carney, wnuczka Williama Hartnella
- William Russell jako Harry
- Carole Ann Ford jako Joyce
- Ross Gurney-Randall jako Reg
- Reece Pockney jako Alan
- Charlie Kemp jako Arthur
- Roger May jako Len
- Matt Smith jako on sam/jedenasty Doktor
- Jean Marsh (cameo)
- Anneke Wills (cameo)
- Donald Tosh (cameo)

## Produkcja
Film wyprodukował Matt Strevens, a wyreżyserował Terry McDonough.
Zdjęcia do produkcji rozpoczęły się w lutym 2013 i odbyły się w Wimbledon Studios w Londynie, a także w Centrum Telewizyjnym BBC. Film ten był również ostatnim nakręconym w Centrum Telewizyjnym, jako że obiekt ten został zamknięty miesiąc po zakończeniu zdjęć. W sobotę 17 lutego 2013, wykonano zdjęcia do filmu na Westminster Bridge w Londynie, w których to repliki Daleków z lat 60. przekraczały most. Było odtworzeniem znanej sceny z Doktora Who, z historii pierwotnie wyprodukowanej w 1964 roku The Dalek Invasion of Earth.
Ponieważ twórcy chcieli stworzyć obraz zrozumiały dla szerszej widowni, również tej nie znającej historii serialu Doktor Who, nie wszystkie postacie które przyczyniły się do powstania i rozwoju serialu mają swoje odwzorowanie na ekranie. Przykładowo, nie pojawia się pierwszy story editor David Whitaker, a jego wkład w rozwój serialu przypisany został współproducentowi Mervynowi Pinfieldowi. W dokumencie brakuje również współtwórców Doktora Who – Donalda Wilsona (który był kierownikiem działu seriali w latach 1962 – 1965) oraz C.E. Webbera (który był w latach 60. XX wieku etatowym scenarzystą pracującym dla BBC).
Część produkcji filmu skupiała się na odtworzeniu scen z klasycznych odcinków serialu, zwłaszcza tych, które są uznane za zaginione, takie jak Marco Polo. Mark Gatiss chciał również odtworzyć m.in. śmierć Sary Kingdom z zaginionego odcinka 12 Destruction of Time z historii The Daleks' Master Plan, zatrudniając aktorkę Jean Marsh (która odgrywała tę postać w 1965) w roli starzejącej się Sary oraz użyć istniejących klipów i zdjęć promocyjnych, ale budżet filmu był niewystarczający.

### Wcześniejsze propozycje projektu
Gatiss po raz pierwszy zaprezentował projekt filmu przedstawiającego początki produkcji programu BBC Four w 2003 roku, w związku z ówczesną 40. rocznicą serialu, jednakże projekt został odrzucony przez BBC z powodu braku środków które można by było na to przedsięwzięcie przeznaczyć.
Dziesięć lat przez Gatissem, gdy nadchodziła 30. rocznica powstania serialu Doktor Who w 1993 roku, Kevin Davies zaproponował BBC podobny projekt, zatytułowany The Legend Begins. Projekt ten miał być docelowo połączeniem wywiadów z aktorami i twórcami Doktora Who oraz zaaranżowanych rekonstrukcji początków produkcji. Ostatecznie pomysł rekonstrukcji został porzucony na rzecz standardowego filmu dokumentalnego opowiadającego całą historię serialu i został wyemitowany przez BBC1 pod tytułem Doctor Who: Thirty Years in the TARDIS w listopadzie 1993 roku.
Podczas wywiadu w 2003 roku Mark Gatiss przyznał, że był nieświadomy projektu Daviesa gdy po raz pierwszy wpadł na pomysł wyprodukowania programu.

### Ścieżka dźwiękowa
Muzyka do filmu została skomponowana przez Edmunda Butta i wykonana przez Chamber Orchestra of London. 25 utworów napisanych na potrzeby filmu zostało wydanych 3 marca 2014 roku na płycie CD przez Silva Screen Records.
| An Adventure In Space And Time | An Adventure In Space And Time                | An Adventure In Space And Time |
| Nr                             | Tytuł utworu                                  | Długość                        |
| ------------------------------ | --------------------------------------------- | ------------------------------ |
| 1.                             | „Main Title - An Adventure In Space And Time” | 0:38                           |
| 2.                             | „The Right Man”                               | 1:17                           |
| 3.                             | „The First Woman Producer”                    | 1:21                           |
| 4.                             | „I've Got An Idea...”                         | 1:34                           |
| 5.                             | „The Daleks”                                  | 2:52                           |
| 6.                             | „Kill Dr. Who”                                | 1:48                           |
| 7.                             | „What Dimension?”                             | 1:24                           |
| 8.                             | „This Is My Show”                             | 1:50                           |
| 9.                             | „Autograph Hunting”                           | 2:31                           |
| 10.                            | „Sydney Newman”                               | 1:00                           |
| 11.                            | „Scarlett O'Hara”                             | 1:03                           |
| 12.                            | „Piss & Vinegar”                              | 1:24                           |
| 13.                            | „Dressing Room”                               | 1:18                           |
| 14.                            | „JFK Assassinated”                            | 1:48                           |
| 15.                            | „The TARDIS”                                  | 0:57                           |
| 16.                            | „Goodbye Susan”                               | 2:37                           |
| 17.                            | „10 Million Viewers”                          | 0:57                           |
| 18.                            | „The Fans”                                    | 0:41                           |
| 19.                            | „I'm So Sorry Bill”                           | 2:45                           |
| 20.                            | „Kiss Goodbye”                                | 1:05                           |
| 21.                            | „My Successor”                                | 1:06                           |
| 22.                            | „ISOP Galaxy”                                 | 0:50                           |
| 23.                            | „Irreplaceable”                               | 1:19                           |
| 24.                            | „The New Doctor”                              | 3:55                           |
| 25.                            | „Time's Up...”                                | 1:15                           |
|                                |                                               | 39:15                          |

## Odbiór
Film obejrzało 12,8 miliona widzów w Wielkiej Brytanii.
Film został bardzo pozytywnie przyjęty przez krytyków. W serwisie Rotten Tomatoes otrzymał od nich 96% świeżości na podstawie 23 recenzji. Podsumowanie recenzji w serwisie określa film jako „zabawny, sprytny i wyjątkowo przystępny”, który „oferuje pełen zabawy seans zarówno nowicjuszom jak i zagorzałym fanom”. W serwisie Metacritic średnia ocena krytyków filmu wyniosła 77 na 100 punktów na podstawie jedenastu recenzji. Widzowie również pozytywnie odebrali film. Użytkownicy serwisu Rotten Tomatoes ocenili serię na 92% świeżości na podstawie ponad 250 recenzji.

### Nagrody i nominacje
Film został nominowany do nagrody BAFTA Television Craft w 2014 roku w trzech kategoriach – kostiumy, montaż (fikcja) oraz charakteryzacja, z czego otrzymał nagrodę w ostatniej z wymienionych kategorii.
W 2014 roku film ten nominowany był także do nagrody Hugo w kategorii najlepsza prezentacja dramatyczna (krótka forma).